# Кочетков, Андрей Дмитриевич
Андрей Дмитриевич Кочетков (19 октября 1925, Москва — 9 мая 2006, Санкт-Петербург) — советский и российский живописец, график, прикладник, член Санкт-Петербургского Союза художников (до 1992 года — Ленинградской организации Союза художников РСФСР).

## Биография
Родился 19 октября 1925 года в Москве. Вскоре после его рождения родители развелись и он воспитывался матерью — литературоведом и переводчицей, сотрудницей Пушкинского Дома Нелли Новосельской (в девичестве Анной Соломоновной Фридман; 1906—1990) и позже отчимом — учёным в области авиационного моторостроения Валентином Константиновичем Житомирским (1896—1977). В годы войны был направлен на учёбу в фельдшерское училище Военно-морского флота. По окончании проходил службу на Северном и Тихоокеанском флотах. Демобилизован в звании младшего лейтенанта медицинской службы. Награждён медалями "За победу над Германией", "За победу над Японией", "За доблестный труд".
В 1948-1952 годах занимался в Московском институте прикладного и декоративного искусства. В 1952 году после закрытия института Кочетков был переведён в Ленинградское высшее художественно-промышленное училище имени В. И. Мухиной, которое окончил в 1954 году.
Участник выставок ленинградских художников с 1958 года. Писал жанровые картины, портреты, пейзажи. Член Ленинградского Союза художников с 1961 года. В 1964-1966 годах преподавал на кафедре общей живописи Высшего художественно-промышленного училища имени В. И. Мухиной. В 1966-1970 годах был директором Ленинградского художественного училища имени В. А. Серова.
Среди наиболее известных произведений картины "Волхов" (1961), "Непогода" (1964), "У Дивногорска", "Натюрморт с рефлектором" (обе 1966), "У зеркала" (1967), "Будни Усть-Маны", "Радуга" (1975), "Натюрморт с подковой", "Зимушка-зима" (обе 1977), "Зеркало" (1979), "На безымянной высоте", "Весна трудовая". Персональная выставка произведений Кочеткова была показана в 1982 году в выставочных залах ЛОСХ РСФСР.
Скончался 9 мая 2006 года в Санкт-Петербурге на 81-м году жизни. 
Произведения А. Д. Кочеткова находятся в музеях и частных собраниях в России, США, Великобритании, Франции и других странах.

## Семья
Племянница (дочь младшей сестры) — филолог-гебраист Анна Ильинична Шмаина-Великанова.

## Выставки
- 1961 год (Ленинград): «Выставка произведений ленинградских художников» открылась в залах Государственного Русского музея .
- 1964 год (Ленинград): Ленинград. Зональная выставка.
- 1965 год (Ленинград): Весенняя выставка произведений ленинградских художников.
- 1975 год (Ленинград): Наш современник. Зональная выставка произведений ленинградских художников.